# 麥可·尼克斯
麥可·沃德·尼克斯（Michael Ward Nix，1983年5月21日—），美國棒球選手，守備位置為投手。職棒生涯起步於2005年，在美國職棒選秀會由亞特蘭大勇士隊以第11輪第347順位選進，生涯從未上過大聯盟，美職體系下出賽過的最高層級為小聯盟3A。2017年效力於中華職棒統一獅，隔年轉戰Lamigo桃猿。

## 經歷
- 美國職棒亞特蘭大勇士（小聯盟，2005年－2008年）
- 亞利桑那秋季聯盟Peoria Javelinas（2007年）
- 美國職棒獨立聯盟Newark Bears（2009年）
- 美國職棒科羅拉多落磯（小聯盟，2009年）
- 美國職棒獨立聯盟Newark Bears（2010年）
- 美國職棒獨立聯盟York Revolution（2010年－2011年）
- 美國職棒獨立聯盟Sugar Land Skeeters（2012年－2013年）
- 波多黎各棒球聯盟Criollos de Caguas（2012年－2015年）
- 美國職棒芝加哥白襪（小聯盟，2013年）
- 美國職棒獨立聯盟Sugar Land Skeeters（2014年）
- 美國職棒聖地牙哥教士（小聯盟，2014年）
- 墨西哥聯盟Saraperos de Saltillo（2015年）
- 美國職棒獨立聯盟Sugar Land Skeeters（2015年）
- 墨西哥太平洋聯盟Charros de Jalisco（2015年－2016年）
- 墨西哥聯盟Saraperos de Saltillo（2016年）
- 墨西哥聯盟Rieleros de Aguascalientes（2016年）
- 美國職棒獨立聯盟Sugar Land Skeeters（2016年）
- 波多黎各棒球聯盟Tiburones de Aguadilla（2016年）
- 波多黎各棒球聯盟Criollos de Caguas（2017年）
- 美國職棒獨立聯盟Sugar Land Skeeters（2017年）
- 中華職棒統一7-ELEVEn獅（2017年，登錄名（日语：登録名）麥克爾）
- 中華職棒Lamigo桃猿（2018年－2019年，登錄名（日语：登録名）尼克斯）

## 職棒生涯成績

### 美國職棒
- 小聯盟投球局數347.0局，29勝24敗4.33自責分率，獨立聯盟投球局數504.0局，40勝24敗3.11自責分率

### 中華職棒
| 年度 | 球隊           | 出賽 | 先發 | 勝投 | 敗投 | 中繼 | 救援 | 完投 | 完封 | 三振 | 四死 | 責失 | 投球局數 | 自責分率 | 被上壘率 |
| ---- | -------------- | ---- | ---- | ---- | ---- | ---- | ---- | ---- | ---- | ---- | ---- | ---- | -------- | -------- | -------- |
| 2017 | 統一7-ELEVEn獅 | 10   | 9    | 2    | 5    | 0    | 0    | 0    | 0    | 56   | 18   | 34   | 56.2     | 5.40     | 1.46     |
| 2018 | Lamigo桃猿     | 26   | 25   | 8    | 4    | 0    | 0    | 0    | 0    | 102  | 52   | 59   | 142.2    | 3.72     | 1.46     |
| 2019 | Lamigo桃猿     | 29   | 29   | 11   | 9    | 0    | 0    | 1    | 1    | 141  | 51   | 76   | 177.0    | 3.86     | 1.33     |
| 合計 | 3年            | 65   | 63   | 21   | 18   | 0    | 0    | 1    | 1    | 299  | 115  | 169  | 376.1    | 4.04     | 1.40     |

## 外部連結
- 麥可·尼克斯在台灣棒球維基館上的頁面（繁體中文）
- 麥可·尼克斯在美國職棒官網（英语）
- 麥可·尼克斯在中華職棒官網
- 麥可·尼克斯在Baseball-Reference.com（小聯盟以及海外聯盟）（英语）